# Xã Locust Grove, Quận Fremont, Iowa
Xã Locust Grove (tiếng Anh: Locust Grove Township) là một xã thuộc quận Fremont, tiểu bang Iowa, Hoa Kỳ. Năm 2010, dân số của xã này là 164 người.